# David McVicar
Sir David McVicar (Glasgow, 1966) è un regista teatrale scozzese.

## Biografia
David McVicar è nato a Glasgow e ha studiato recitazione al Royal Conservatoire of Scotland, diplomandosi nel 1989. La sua carriera da attore è stata di breve durata e McVicar ha cominciato a lavorare come regista a partire dagli anni novanta. Nel 2001 ha fatto il suo debutto alla Royal Opera House dirigendo due nuovi allestimenti di Rigoletto e Macbeth e da allora ha allestito numerose opere liriche al Covent Garden, tra cui Il flauto magico, Le nozze di Figaro, Faust, Aida, Salomè, Adriana Lecouvreur, Les Troyens, Andrea Chénier e La morte a Venezia.
L'attività di McVicar si è svolta prevalentemente nel Regno Unito, dove il regista ha lavorato anche in altri importanti teatri d'opera oltre alla Royal Opera House. Ha portato in scena Madama Butterfly, La traviata, Pelléas et Mélisande, La carriera di un libertino e Der Rosenkavalier alla Scottish Opera e Alcina, Tosca, Medea, La clemenza di Tito e Il giro di vite con l'English National Opera; molto proficuo è stato anche il sodalizio con il festival di Glyndebourne, per cui ha curato la regia di Carmen, La bohème, Giulio Cesare, I maestri cantori di Norimberga e Il ratto dal serraglio. È stato candidato due volte al Premio Laurence Olivier per la sua attività sulle scene londinesi: nel 2006 per La clemenza di Tito e nel 2008 per Il giro di vite e Agrippina.
Fuori dalla Gran Bretagna, McVicar ha lavorato spesso con la Wiener Staatsoper, per cui ha curato allestimenti di Adriana Lecouvreur, Ariodante, Falstaff e Tristano e Isotta. Inoltre ha diretto Les contes d'Hoffmann al Festival di Salisburgo, Agrippina al Gran Teatre del Liceu di Barcellona e Rigoletto, La traviata e Gloriana al Teatro Real. Per il Teatro alla Scala invece ha diretto I masnadieri, La Calisto, Adriana Lecouvreur e Les Troyens. Nel 2009 ha fatto il suo esordio alla Metropolitan Opera House con Il trovatore e da allora vi è tornato regolarmente con messe in scena di Anna Bolena, Maria Stuarda, Roberto Devereux, Cavalleria rusticana, Pagliacci, Norma e Tosca.
È dichiaratamente gay.